# Cour souveraine de Hainaut
La Cour souveraine de Hainaut était une institution judiciaire du comté du même nom. À l'origine, il s'agissait de la cour féodale des comtes de Hainaut, formée de feudataires directs du prince (dont les pairs) et fixée à Mons dès le XIVe siècle. Elle avait dans ses attributions la juridiction gracieuse et contentieuse sur les fiefs, mais exerçait également la juridiction civile et criminelle sur les nobles et les officiers princiers. Elle servait également de chef de sens à de nombreux tribunaux subalternes et jugeait en appel des sentences prononcées par certains d'entre eux. En 1702, elle fut fusionnée avec le Conseil de Hainaut, sous le nom de Conseil souverain de Hainaut.

## Sources
- Hervé Hasquin (dir.), Dictionnaire d'Histoire de Belgique : Vingt siècles d'institutions, les hommes, les faits, Bruxelles, Didier Hatier, 1988, 1re éd., 524 p. [détail des éditions] (ISBN 9782870886267).